# Sequestros turcos na Islândia

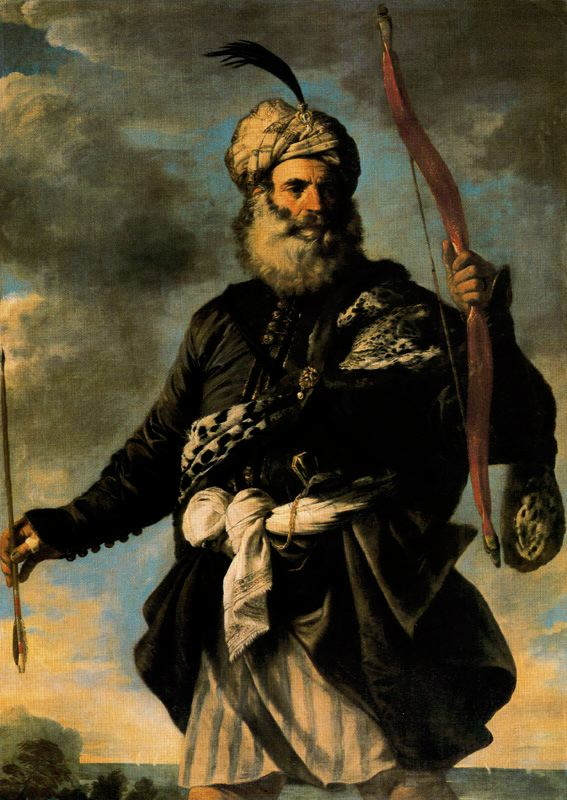
Pirata da Barbária, óleo sobre tela (172 x 123 cm) de Pier Francesco Mola, Louvre

Os sequestros turcos na Islândia (em islandês: Tyrkjaránið) foram uma série de invasões realizadas na Islândia por uma frota de quatro navios piratas, entre 20 de junho e 19 de julho de 1627, nas aldeias de Grindavík, na costa sudoeste, e Berufjörður e Breiddalur, nos Fiordes Orientais e nas ilhas Westman na costa sul. Os piratas levaram como escravos em torno de 400 a 900 pessoas (a população da Islândia à época era estimada em cerca de 60 mil).

## Os ataques

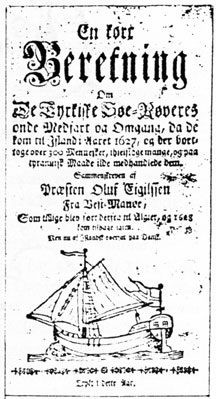
Capa do livro de Oluf Eigilsson, islandês sequestrado por Jan Janszoon em 1627. Retornando à Islândia após sua libertação, ele escreveu um livro sobre seu cativeiro entre piratas

No verão de 1627, quatro navios de piratas e corsários berberes chegaram à Islândia. Localmente, este episódio é conhecido como "Tyrkjaranið", na medida em que o termo turco à época era usado para designar todos os muçulmanos da região do Mediterrâneo, já que a maioria eram súbditos do Império Otomano.

### Invasão de Grindavík
Em 20 de junho, a tripulação de um barco oriundo de Salé invade a vila piscatória de Grindavík. O ataque foi liderado pelo renegado holandês Jan Janszoon, também conhecido como Murade Reis, o Jovem. Ele capturou entre 12 e 15 islandeses.
Eles então seguiram para Bessastaðir, residência do governador dinamarquês da Islândia, para saqueá-la, mas foram impedidos de desembarcar por tiros de canhão das fortificações locais e por um grupo rapidamente reunido de lanceiros do sul da península. Murade Reis decide então mudar de rumo para voltar ao porto de Salé, onde chega em meados de julho e onde os cativos são vendidos no mercado de escravos.

### O ataque nas Ilhas Westman
De acordo com um relato detalhado da invasão por um dos ministros, Ólafur Egilsson, que primeiro foi escravizado pelos piratas e levado para Argel, antes de ser enviado de volta para buscar fundos do rei da Dinamarca para resgatar seus súditos islandeses ainda em Argel, velhos e enfermos foram mortos impiedosamente, assim como todos aqueles que tentaram resistir. Em 19 de julho, os navios deixaram as ilhas Westman para navegar para Argel.

## O destino dos cativos
Os capturados foram vendidos como escravos na costa berbere. Emmanuel d'Aranda, natural de Bruges levado como escravo para Argel de 1640 a 1641, escreveu em sua obra Relation de la captivité et liberté du sieur Emmanuel d'Aranda (1665), sobre seu tempo como escravo do pirata berbere Ali Bitchin, que um companheiro islandês cativo em Argel lhe disse que um total de 800 pessoas foram escravizadas. No entanto, este número não corresponde a nenhuma das fontes islandesas que colocam o número de cativos abaixo de 400.

### Testemunhos
- Emmanuel d'Aranda, Relation de la captivité du sieur Emanuel d’Aranda, où sont descriptes les misères, les ruses et les finesses des esclaves et des corsaires d’Alger. Ensemble les conquestes de Barberousse dans l’Afrique et plusieurs autres particularités, Paris, Compagnie des libraires du Palais, 1665.
- (em islandês) Ólafur Egilsson, Reisubók Séra Ólafs Egilssonar, Reykjavík, Almenna Bókafélagið, 1969.
- Egilsson, Ólafur; Hreinsson, Karl Smári; Nichols, Adam (11 de março de 2018). The Travels of Reverend Ólafur Egilsson: The Story of the Barbary Corsair Raid on Iceland in 1627 (em inglês). [S.l.]: Catholic University of America Press + ORM. ISBN 978-0-8132-2870-9. Consultado em 22 de setembro de 2020
- Gislason, Vilhjálmur Þ. (1947), Bessastaðir : Þættir úr sögu höfuðbóls, Akureyri, Bókaútgáfan Nordri

### Romances
- Johannesdottir, Steinunn (2017). L'esclave islandaise (em francês). [S.l.]: Gaïa. ISBN 978-2-84720-765-1

### Sobre os corsários
- Maziane, Leïla (2007). Salé et ses corsaires (1666-1727) (em francês). [S.l.]: Publication Pôle Universitaire Normand. p. 362. ISBN 978-2-84133-282-3
- Wilson, Peter Lamborn (2003). Pirate utopias (em inglês). [S.l.]: Autonomedia. ISBN 978-1-57027-158-8